# 上信観光バス

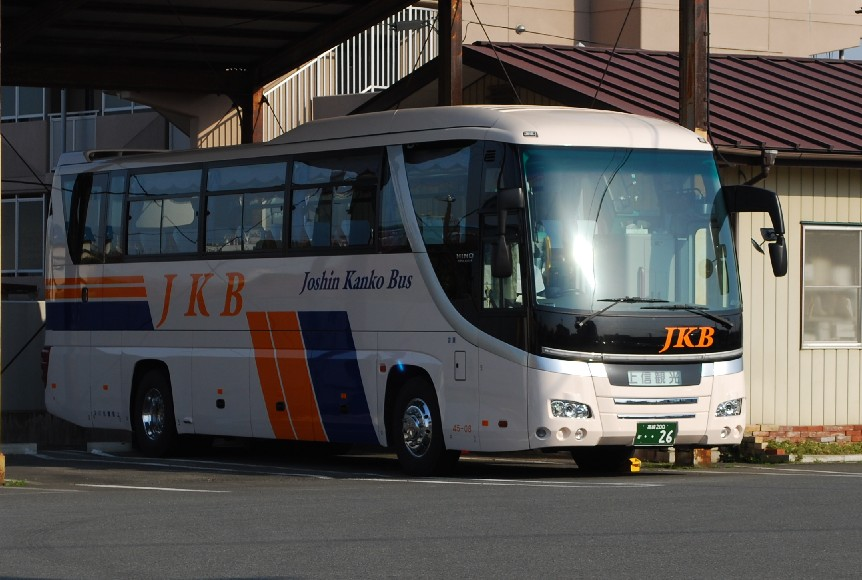
大型貸切車（新塗装）

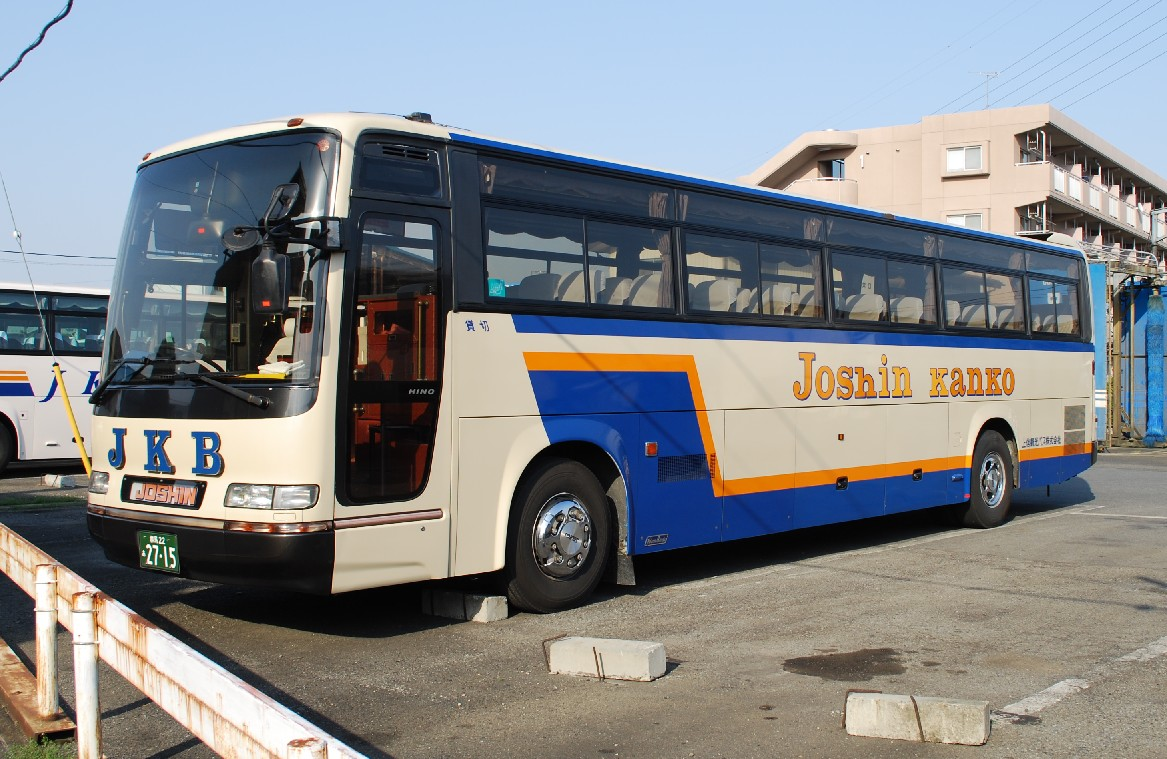
大型貸切車（旧塗装）

株式会社上信観光バス（じょうしんかんこうバス）は、群馬県高崎市に本社を置く上信電鉄グループの乗合バス（路線バス）・貸切バスの事業者である。乗合バス事業は自主路線を2系統、その他高崎市からの委託路線を運行している。また、貸切バス事業は群馬県全域、埼玉県全域、新潟県全域、長野県北佐久郡軽井沢町を営業区域としている。

## 概要
元々は上信小型バス株式会社という、中型バス・小型バスの限定の会社として発足をした。
2011年（平成23年）12月1日に上信電鉄グループの組織再編において、上信観光バス株式会社（旧上信観光バス）を吸収合併し、同時に株式会社上信観光バスと名称変更を行った。
2015年（平成27年）4月1日には、同じく上信電鉄グループのときわ観光バス株式会社を吸収合併し、新たに新潟県の営業権を得た。
また、2022年（令和4年）4月1日に親会社である上信電鉄株式会社より乗合バス事業を譲渡され、乗合バス及び貸切バスを運行する総合バス会社となった。
貸切バス安全性評価認定制度においては三ツ星の認定を受けている。

## 本社及び営業所
- 本社及び高崎営業所
  - 群馬県高崎市芝塚町2033-1
- 乗合事業高崎営業所
  - 群馬県高崎市芝塚町2030-3
- 富岡営業所
  - 群馬県富岡市曽木460-1
- さいたま営業所
  - 埼玉県本庄市児玉町共栄337-3
- 新潟営業所
  - 新潟県新潟市中央区笹口2丁目13-2

## 路線
かつては藤岡市から路線バス「藤岡市めぐるん」の運行委託を受けていたが、路線バスの再編による車両小型化（ワゴン車タイプへの変更）により2018年（平成30年）9月30日をもって撤退した。
2022年（令和4年）4月1日より自主路線2系統（前橋駅～京目町高崎駅線、鶴辺団地線）と、高崎市委託路線「ぐるりん」（倉賀野線・観音山線・都心循環線）並びに「高崎アリーナシャトル」の運行を行っている。